# Улица Даниила Щербаковского
Улица Даниила Щербаковского (укр. вулиця Данила Щербаківського) — улица в Шевченковском районе города Киева, местность Нивки. Пролегает от Берестейского проспекта до улицы Стеценко и площади Валерия Марченко.
Примыкают улицы Балаклеевская, Марка Безручко, Всеволода Петрова, Эстонская, Волчегорская, Голды Меир, Ружинская, Салютная и переулок Всеволода Петрова.

## История
Улица возникла в середине XX века под названием 860-я Новая. В период 1953—2016 года улица носила название Щербакова в честь советского государственного и партийного деятеля А. С. Щербакова. С конца 1950-х годов, в процессе строительства жилого массива Нивки, улица неоднократно удлинялась. В 1977 году от неё отделена улица Маршала Гречко, после чего улица Щербакова приобрела современные границы. В июне—августе 2015 года Киевская горгосадминистрация провела общественное обсуждения по переименованию улицы Щербакова на улицу Даниила Щербаковского. В соответствии с Законом о деккомунизации, Решением Киевского городского головы № 125/1 от 19 февраля 2016 года («О переименовании бульвара, улиц, площади и переулков в городе Киеве») улица была переименована в честь этнографа Даниила Михайловича Щербаковского.

## Описание
На западном углу пересечения улицы с проспектом Победы расположен памятник природы Дубовый гай, на восточном углу — парк-памятник садово-паркового искусства Нивки.